# 애스터리즘
애스터리즘(asterism)은 별표 세 개가 삼각형 모양으로 이루어진 다용도의 기호이다. 이름은 천문학 용어인 성군에서 왔다.
애스터리즘은 원래 타이포그래피에서 주로 별표 세 개를 한 줄로 나란히 적는 딩커스(dinkus)의 한 유형이었던 것에서 유래했는데, 점차 드물게 쓰이게 되었다. 또한 무제(無題) 또는 저자나 제목 보류라는 뜻으로도 사용할 수 있다. 기상학에서는 적당히 눈이 오는 것을 뜻하는 기호로도 쓰인다.

## 같이 보기
- 별표 (*)
- 딩뱃
- 줄임표